# I Don't Think About It
I Don't Think About It é a primeira música de Emily Osment e estreou em 21 de Agosto de 2007 na Rádio Disney. A canção teve um videoclipe, o qual foi exibido no canal Cartoon Network dos Estados Unidos.

## Faixas (iTunes)
1. "I Don't Think About It"  (M. Wilder, I. Angel, S. Fabisch) - 2:57

## Posições
| "I Don't Think About It" |  | - | 1 | 30 | 2 |